# Tournoi d'ouverture du championnat du Panama de football 2023
Navigation
Tournoi précédent Tournoi suivant
Le tournoi Apertura 2023 est le trente-et-unième tournoi saisonnier disputé au Panama. C'est cependant la 58e fois que le titre de champion du Panama est remis en jeu.
L'Independiente La Chorrera défend son titre face aux onze meilleures équipes du Panama. Opposé au Tauro FC en finale, le club remporte le cinquième titre de son histoire et confirme sa place pour la Coupe d'Amérique centrale 2023. De leur côté, le Sporting San Miguelito et le CD Universitario se joignent aussi à cette nouvelle compétition, en qualité de meilleures équipes au classement général des tournois Clausura 2022 et Apertura 2023.

## Équipes participantes
Ce tableau présente les douze équipes qualifiées pour disputer le championnat 2023. On y trouve le nom des clubs, le nom des stades dans lesquels ils évoluent ainsi que la capacité et la localisation de ces derniers.
| Équipe                    | Stade                         | Capacité | Ville            |
| Alianza FC                | Camp Luis Ernesto Tapia (es)  | 900      | Ciudad de Panamá |
| Deportivo Árabe Unido     | Stade Armando Dely Valdes     | 1 221    | Colón            |
| Atlético Chiriquí         | Stade San Cristóbal           | 3 082    | David            |
| Potros del Este           | Stade Javier Cruz             | 700      | Ciudad de Panamá |
| Herrera FC                | Los Milagros (es)             | 1 000    | Chitré           |
| Independiente La Chorrera | Stade Agustín Sánchez         | 5 500    | La Chorrera      |
| CD Plaza Amador           | Stade Javier Cruz             | 700      | Ciudad de Panamá |
| San Francisco FC          | Stade Agustín Muquita Sánchez | 3 000    | La Chorrera      |
| Sporting San Miguelito    | Camp Luis Ernesto Tapia (es)  | 900      | San Miguelito    |
| Tauro FC                  | Stade Rommel Fernández        | 32 000   | Ciudad de Panamá |
| CD Universitario          | Universitario                 | 3 800    | Penonomé         |
| UMECIT FC (es)            | Estadio UMECIT                |          | Atalaya          |

| \| Ciudad de Panamá : Alianza Potros del Este Plaza Amador Tauro Ciudad de Panamá Árabe Unido San Francisco La Chorrera San Miguelito Chiriquí Universitario Herrera UMECIT \| Localisation des clubs. |
| Ciudad de Panamá : Alianza Potros del Este Plaza Amador Tauro Ciudad de Panamá Árabe Unido San Francisco La Chorrera San Miguelito Chiriquí Universitario Herrera UMECIT                               |

## Compétition
Le tournoi Apertura se déroule en deux phases :
- La phase de qualification : les seize journées de championnat.
- La phase finale : les quarts de finale à la finale.

### Phase de qualification
Lors de la phase de qualification, deux groupes distincts sont formés. Chaque équipe affrontent à deux reprises celles de son groupe et une seule fois celles du groupe opposé selon un calendrier tiré aléatoirement. La meilleure équipe de chaque groupe est directement qualifiée pour la demi-finale de la phase finale tandis que les équipes classées deuxième et troisième se rendent en quarts de finale.
Le classement est établi sur le barème de points classique (victoire à 3 points, match nul à 1, défaite à 0).
Le départage final se fait selon les critères suivants :
- Le nombre de points.
- La différence de buts générale.
- La différence de buts particulière.
- Le nombre de buts marqués.

#### Classements
| Rang | Équipe                 | Pts | J  | G | N | P | Bp | Bc | Diff |
| ---- | ---------------------- | --- | -- | - | - | - | -- | -- | ---- |
| 1    | Sporting San Miguelito | 27  | 16 | 7 | 6 | 3 | 20 | 13 | +7   |
| 2    | CD Plaza Amador        | 22  | 16 | 6 | 4 | 6 | 19 | 17 | +2   |
| 3    | Tauro FC               | 22  | 16 | 6 | 4 | 6 | 15 | 13 | +2   |
| 4    | Potros del Este        | 20  | 16 | 6 | 2 | 8 | 22 | 25 | -3   |
| 5    | Deportivo Árabe Unido  | 19  | 16 | 4 | 7 | 5 | 14 | 12 | +2   |
| 6    | Alianza FC             | 19  | 16 | 5 | 4 | 7 | 11 | 17 | -6   |

| Rang | Équipe                      | Pts | J  | G | N | P  | Bp | Bc | Diff |
| ---- | --------------------------- | --- | -- | - | - | -- | -- | -- | ---- |
| 1    | Independiente La Chorrera T | 30  | 16 | 9 | 3 | 4  | 33 | 17 | +16  |
| 2    | Herrera FC                  | 27  | 16 | 7 | 6 | 3  | 24 | 14 | +10  |
| 3    | CD Universitario            | 22  | 16 | 6 | 4 | 6  | 18 | 22 | -4   |
| 4    | UMECIT FC (es) P            | 21  | 16 | 5 | 6 | 5  | 14 | 14 | 0    |
| 5    | San Francisco FC            | 18  | 16 | 3 | 9 | 4  | 11 | 17 | -6   |
| 6    | Atlético Chiriquí           | 12  | 16 | 3 | 3 | 10 | 13 | 33 | -20  |

### Phase finale
Les six équipes qualifiées sont réparties dans le tableau final d'après leur classement général, le deuxième affrontant lors des demi-finales le vainqueur du quart opposant le quatrième au cinquième et le premier affrontant le vainqueur du quart opposant le troisième au sixième.
En cas d'égalité sur la somme des deux matchs, les deux équipes sont dans un premier temps départagées par la règle des buts marqués à l'extérieur puis par leur classement général si cela est nécessaire, sauf lors de la finale où des prolongations puis une séance de tirs au but ont éventuellement lieu.

#### Tableau
|  | Quarts de finale             | Quarts de finale             | Quarts de finale   | Quarts de finale   |                              |                              | Demi-finales | Demi-finales | Demi-finales | Demi-finales |  |  | Finale      | Finale | Finale | Finale |
|  |                              |                              |                    |                    |                              |                              |              |              |              |              |  |  |             |        |        |        |
|  |                              |                              |                    |                    |                              |                              |              |              |              |              |  |  | 27 mai 2023 |        |        |        |
|  |                              |                              |                    |                    |                              |                              |              |              |              |              |  |  |             |        |        |        |
|  |                              |                              |                    |                    |                              |                              |              |              |              |              |  |  |             |        |        |        |
|  |                              |                              |                    |                    |                              |                              |              |              |              |              |  |  |             |        |        |        |
|  |                              |                              |                    |                    |                              |                              |              |              |              |              |  |  |             |        |        |        |
|  | 1O Independiente La Chorrera | 1O Independiente La Chorrera | 0                  | 3                  |                              |                              |              |              |              |              |  |  |             |        |        |        |
|  | 1O Independiente La Chorrera | 1O Independiente La Chorrera | 0                  | 3                  |                              |                              |              |              |              |              |  |  |             |        |        |        |
|  |                              |                              | 2E CD Plaza Amador | 2E CD Plaza Amador | 0                            | 1                            |              |              |              |              |  |  |             |        |        |        |
|  | 2E CD Plaza Amador           | 2E CD Plaza Amador           | 2E CD Plaza Amador | 2E CD Plaza Amador | 0                            | 1                            | 6            | 6            |              |              |  |  |             |        |        |        |
|  | 2E CD Plaza Amador           | 2E CD Plaza Amador           |                    |                    |                              |                              |              | 6            |              |              |  |  |             |        |        |        |
|  | 3O CD Universitario          | 3O CD Universitario          | 0                  | 0                  |                              |                              |              |              |              |              |  |  |             |        |        |        |
|  | 3O CD Universitario          | 3O CD Universitario          | 0                  | 0                  | 1O Independiente La Chorrera | 1O Independiente La Chorrera | 3            | 3            |              |              |  |  |             |        |        |        |
|  |                              |                              |                    |                    | 1O Independiente La Chorrera | 1O Independiente La Chorrera | 3            | 3            |              |              |  |  |             |        |        |        |
|  |                              |                              | 3E Tauro FC        | 3E Tauro FC        | 1                            | 1                            |              |              |              |              |  |  |             |        |        |        |
|  |                              |                              |                    |                    | 1                            | 1                            |              |              |              |              |  |  |             |        |        |        |
|  |                              |                              |                    |                    |                              |                              |              |              |              |              |  |  |             |        |        |        |
|  |                              |                              |                    |                    |                              |                              |              |              |              |              |  |  |             |        |        |        |
|  | 1E Sporting San Miguelito    | 1E Sporting San Miguelito    | 1                  | 1                  |                              |                              |              |              |              |              |  |  |             |        |        |        |
|  | 1E Sporting San Miguelito    | 1E Sporting San Miguelito    | 1                  | 1                  |                              |                              |              |              |              |              |  |  |             |        |        |        |
|  |                              |                              | 3E Tauro FC        | 3E Tauro FC        | 2                            | 2                            |              |              |              |              |  |  |             |        |        |        |
|  | 2O Herrera FC                | 2O Herrera FC                | 3E Tauro FC        | 3E Tauro FC        | 2                            | 2                            | 1            | 1            |              |              |  |  |             |        |        |        |
|  | 2O Herrera FC                | 2O Herrera FC                |                    |                    |                              |                              |              | 1            |              |              |  |  |             |        |        |        |
|  | 3E Tauro FC                  | 3E Tauro FC                  | 2                  | 2                  |                              |                              |              |              |              |              |  |  |             |        |        |        |
|  | 3E Tauro FC                  | 3E Tauro FC                  | 2                  | 2                  |                              |                              |              |              |              |              |  |  |             |        |        |        |
|  |                              |                              |                    |                    |                              |                              |              |              |              |              |  |  |             |        |        |        |

#### Quarts de finale
| Équipe          | Résultat | Équipe           | Commentaire |
| CD Plaza Amador | 6 - 0    | CD Universitario |             |
| Herrera FC      | 1 - 2    | Tauro FC         |             |

#### Demi-finales
| Équipe                    | Aller | Retour | Équipe          | Commentaire |
| Independiente La Chorrera | 0 - 0 | 3 - 1  | CD Plaza Amador |             |
| Sporting San Miguelito    | 1 - 2 | 1 - 2  | Tauro FC        |             |

#### Finale
| 27 mai 2023 | Independiente La Chorrera                                                | 3 - 1   | Tauro FC         | Stade Rommel Fernández, Ciudad de Panamá        |                                                 |
|             | Gerardo Negrete (es) 1re (csc) · Víctor Ávila 76e · Ángel Valverde 90+1e | (0 - 1) | 26e Breidy Goluz | Spectateurs : 14 288 Arbitrage : Oliver Vergara | Spectateurs : 14 288 Arbitrage : Oliver Vergara |
|             | Rapport                                                                  |         |                  | Spectateurs : 14 288 Arbitrage : Oliver Vergara | Spectateurs : 14 288 Arbitrage : Oliver Vergara |

| Vainqueur du Tournoi Apertura 2023 Independiente La Chorrera 5e titre |

## Statistiques

### Buteurs
| Rang | Nom                | Équipe          | Buts |
| 1    | Ronaldo Córdoba    | Herrera FC      | 15   |
| 2    | Breidy Goluz       | Tauro FC        | 7    |
| 3    | José Murillo       | Potros del Este | 6    |
| 3    | Alessandro Canales | Plaza Amador    | 6    |

## Bilan du tournoi
| Tournoi d'ouverture du championnat de football du Panama 2023 |                                      |
| Champion                                                      | Independiente La Chorrera (5e titre) |
| Dauphin                                                       | Tauro FC                             |
| Qualifications continentales                                  |                                      |
| Coupe d'Amérique centrale 2023                                | Independiente La Chorrera            |
| Coupe d'Amérique centrale 2023                                | Sporting San Miguelito               |
| Coupe d'Amérique centrale 2023                                | CD Universitario                     |

## Classement cumulatif
Le classement cumulatif des tournois Clausura 2022 et Apertura 2023 permet de déterminer quelles sont les équipes qualifiées pour la Coupe d'Amérique centrale 2023 ; l'Independiente La Chorrera étant déjà qualifiée en vertu de son succès en finale de Clausura 2022.
| Rang | Équipe                      | Pts | J  | G  | N  | P  | Bp | Bc | Diff |
| ---- | --------------------------- | --- | -- | -- | -- | -- | -- | -- | ---- |
| 1    | Independiente La Chorrera C | 62  | 32 | 19 | 5  | 8  | 59 | 28 | +31  |
| 2    | Sporting San Miguelito      | 52  | 32 | 13 | 13 | 6  | 41 | 29 | +12  |
| 3    | CD Universitario            | 48  | 32 | 13 | 9  | 10 | 43 | 42 | +1   |
| 4    | CD Plaza Amador             | 46  | 32 | 12 | 10 | 10 | 37 | 34 | +3   |
| 5    | Tauro FC                    | 46  | 32 | 13 | 7  | 12 | 30 | 28 | +2   |
| 6    | Deportivo Árabe Unido       | 44  | 32 | 11 | 11 | 10 | 34 | 25 | +9   |
| 7    | Alianza FC                  | 43  | 32 | 12 | 7  | 13 | 26 | 32 | -6   |
| 8    | Potros del Este             | 42  | 32 | 12 | 6  | 14 | 47 | 46 | +1   |
| 9    | Herrera FC                  | 40  | 32 | 9  | 13 | 10 | 34 | 42 | -8   |
| 10   | San Francisco FC            | 36  | 32 | 8  | 12 | 12 | 31 | 35 | -4   |
| 11   | Atlético Chiriquí           | 23  | 32 | 4  | 11 | 17 | 20 | 58 | -38  |
| 12   | UMECIT FC (es)              | 21  | 16 | 5  | 6  | 5  | 14 | 14 | 0    |

| Légende : Qualifications et relégations | Légende : Qualifications et relégations                                                  |
| --------------------------------------- | ---------------------------------------------------------------------------------------- |
|                                         | Coupe d'Amérique centrale 2023                                                           |
|                                         | C Vainqueur des deux tournois (Clausura 2022 et Apertura 2023) P Promu de la saison 2022 |